# Karl Schneider (Staatssekretär)
Karl Schneider (* 26. Februar 1887 in Berlin-Schöneberg; † 2. April 1969 in Bonn) war ein deutscher Verwaltungsjurist.

## Leben
Schneider besuchte das Kgl. Prinz-Heinrich-Gymnasium in Berlin-Schöneberg. Er studierte Rechtswissenschaften und Volkswirtschaft an den Universitäten Berlin und Erlangen und schloss mit der Promotion ab. Danach war er ab 1909 als Kammergerichtsreferent und ab 1914 als Gerichtsassessor, nach der zweiten juristischen Staatsprüfung tätig. Nach Einberufung als Hilfsarbeiter in das Reichspostamt und Teilnahme am Ersten Weltkrieg wurde er 1920 zum Postrat ernannt. Im gleichen Jahr wählte ihn die BV Schöneberg erstmals zum unbesoldeten Stadtrat, bis 1927 war er Bezirksstadtrat bzw. Stadtverordneter im Wahlkreis 11 Schöneberg (DNVP). 1923 wurde er zum Oberpostrat und 1926 zum Ministerialrat ernannt und war nebenamtlicher Dozent an der Verwaltungsakademie Berlin.
Von 1933 bis 1942 war er Präsident der Reichspostdirektion Bremen. Anschließend bis zur Auflösung im März 1943 Präsident der Reichspostdirektion Aachen. Danach wurde er, mit 56 Jahren, in den einstweiligen Ruhestand versetzt.
Nach dem Zweiten Weltkrieg war er wieder als Präsident der Oberpostdirektion Bremen tätig und ab 1946 Mitglied des Zonenbeirats für die Britische Zone, bevor er am 1. Oktober 1948 Leiter der Abteilung IV der Hauptverwaltung für das Post- und Fernmeldewesen des Vereinigten Wirtschaftsgebietes wurde. Die Ernennung zum Ministerialdirektor erfolgte am 1. Februar 1949.
Nach Gründung der Bundesrepublik war er im Bundesministerium für das Post- und Fernmeldewesen zunächst Leiter der Abteilung für Haushalt und Kassenwesen, dann Leiter der Zentralabteilung und vom 1. September 1951 bis zum Eintritt in den Ruhestand am 28. Februar 1953 Erster Staatssekretär. Zuletzt war er in der Poppelsdorfer Allee in Bonn wohnhaft.

## Ehrungen
- 1953: Großes Verdienstkreuz mit Stern der Bundesrepublik Deutschland

## Werke
- 20 Jahre Postrecht; 1927
- Erweiterung des von Max Aschenborn angefangenen Gesetzeskommentar zum Postgesetz: Das Gesetz über das Postwesen des Deutschen Reichs nebst den grundlegenden Bestimmungen über die Verfassung der Deutschen Reichspost, 2. Auflage. Julius Springer, Berlin 1928